# 김지수 (가수)
김지수(1990년 2월 5일~)은 대한민국의 가수이다.

## 생애 및 경력
김지수는 충청북도 청주시에서 태어나 세한대학교 실용음악과를 다니던 도중 2010년 서바이벌 오디션 프로그램인 Mnet 《슈퍼스타K 시즌2》에 제주지역 예선에 참가하여 I'm yours와 초콜릿 드라이브를 불러 심사위원의 호평을 받았다.

그룹미션에서 부른 You and I, 라이벌 미션에서 부른 신데렐라가 시청자의 뜨거운 반응을 받아 화제가 되었으며, 생방송 본선에서 한명숙의 ‘노란 샤쓰의 사나이’, 이문세의 ‘사랑이 지나가면’을 부른 뒤 마이클 잭슨의 ‘Ben’을 마지막으로 탈락하여 TOP6의 성적을 거두었다.

2011년 1월 28일에 김지수만을 위하여 만들어진 파스텔 뮤직의 서브 레이블인 쇼파르 뮤직과 계약 후 타이틀곡 ‘너무 그리워’, 본인의 첫 자작곡 ‘금방 사랑에 빠지다’등 총 6곡이 수록된 첫 번째 미니앨범 《Kim Ji Soo 1st Mini Album》을 2011년 5월 17일에 발표하여 활동하였다 
2011년 8월 15일 홍익대학교 브이홀에서 최초 단독 콘서트를 성공적으로 열었다.  단독 콘서트 이후 잠시 휴식기를 가진 김지수는 9월 30일 김지수 특유의 따뜻한 미성으로 부른 감성 발라드 '가을이 오네요' 싱글앨범으로 활동을 재개했다.
 2012년 1월 18일 김지수는 타루와 산뜻하고 달콤한 듀엣곡 '더 좋아'를 발표하고  KBS
드라마《드림하이2》에 출연하며 예능, 드라마등으로 활동 영역을 넓혀가고 있다.

2012년 5월 30일 김지수는 가진 것 없어도 끊임없이 도전하는 청춘을 노래한 두 번째 미니앨범 《Kim Ji Soo 2nd Mini Album》 'Vintage Man'을 발표했다. 두 번째 미니 앨범에 실린 '필요', 'Vintage Man', '고백', '로맨틱스토커' 등 총 6곡을 모두 작사, 작곡하고 편곡, 프로듀싱, 앨범 커버 제작까지, 앨범 시작부터 마무리까지 스스로 해내며 싱어송라이터로서의 면모를 선보였다. 두 번째 미니 앨범을 발표하고 Vintage Man 앨범 발매 기념 콘서트  와 페스티벌, 방송 등에 참여하여 활발한 활동을 선보였다. 

김지수는 2012년 7월 20일 바닐라 어쿠스틱과 듀엣곡 'SUNGLASS' 그리고 감성 발라드 디지털 싱글 '사랑 그건 거짓말','Don't Let Me Go'를 각각 발표했다.

2013년 7월 17일 첫 정규 앨범을 발매하고 활발히 활동중이다.

## 음반

### 정규앨범
| 발매일          | 앨범정보                 | 수록곡 |
| --------------- | ------------------------ | --- |
| 2013년 7월 17일 | 《Kim Ji Soo 1st Album》 | Track 1. please Track 2. 5분만 더 자 Track 3. 새로고침 Track 4. Sleep All Day Track 5. Don't Let Me Go Track 6. 검정치마 Track 7. 에라 모르겠다 Track 8. 사랑 그건 거짓말 Track 9. 되돌아간다 Track 10. 여배우 |

### EP
| 발매일          | 앨범정보                      | 수록곡 |
| --------------- | ----------------------------- | --- |
| 2011년 5월 17일 | 《Kim Ji Soo 1st Mini Album》 | Track 1. 명품노래 Track 2. 너무 그리워 Track 3. Friday Track 4. Chocolate Drive Track 5. 금방 사랑에 빠지다 - 작곡: 김지수 / 작사: 김지수 Track 6. 수수께끼 (Feat. 요조) |

| 발매일          | 앨범정보                      | 수록곡 |
| --------------- | ----------------------------- | --- |
| 2012년 5월 30일 | 《Kim Ji Soo 2nd Mini Album》 | Track 1. 필요 Track 2. Vintage Man Track 3. 고백 Track 4. 어린 아저씨 Track 5. Romantic Stalker Track 6. 해바라기 |

| 발매일          | 앨범정보          | 수록곡 |
| --------------- | ----------------- | --- |
| 2014년 9월 19일 | 《Sensitive A.M》 | Track 1. Adios Track 2. 말하고 있어 Track 3. Lonely Only You Track 4. 시간을 가르는 우리 Track 5. 여기는 달 |

| 발매일          | 앨범정보                  | 수록곡 |
| --------------- | ------------------------- | --- |
| 2015년 2월 17일 | 《2nd Part.1 `청춘거지`》 | Track 1. 청춘거지 Track 2. 자취 8년생의 노래 Track 3. 여자들이 좋아할만한 사랑노래 Track 4. 상남자의 고백(feat.볼빨간 사춘기) Track 5. Starry Night With You (방구석 Live Ver.) |

### 디지털싱글
| 발매일           | 앨범정보                                     | 수록곡                                                                                              |
| ---------------- | -------------------------------------------- | --------------------------------------------------------------------------------------------------- |
| 2015년 11월 16일 | 《그건 아니래》                              | Track 1. 그건 아니래 Track 2. 눈부셨던 날 Track 3. 그건 아니래 (Inst.) Track 4. 눈부셨던 날 (Inst.) |
| 2015년 8월 21일  | 《방콕, 그대와》                             | Track 1. 방콕, 그대와 (with 김그림) Track 2. 방콕, 그대와 (Inst.)                                   |
| 2015년 6월 30일  | 《소소한 이야기 Part 2》                     | Track 1. 치킨에 맥주 Track 2. 치킨에 맥주 (Inst.)                                                   |
| 2014년 12월 12일 | 《상남자의 고백(Feat.볼빨간 사춘기)》        | Track 1. 상남자의 고백 (Feat. 볼빨간 사춘기)                                                        |
| 2014년 5월 2일   | 《여기는 달》                                | Track 1. 여기는 달                                                                                  |
| 2014년 1월 17일  | 《말하고 있어》                              | Track 1. 말하고 있어 (Feat. 스웨덴 세탁소)                                                          |
| 2013년 12월 3일  | 《Cover & Cover Part.2》                     | Track 1. 편한사람이 생겼어 (with 성아)                                                              |
| 2013년 5월 27일  | 《Don't Let Me Go》                          | Track 1. Don't Let Me Go                                                                            |
| 2013년 3월 15일  | 《Cover & Cover Part.1》                     | Track 1. 김밥 (with 장재인) Track 2. 김밥 (Inst.)                                                   |
| 2012년 11월 22일 | 《사랑,그건 거짓말》                         | Track 1. 사랑,그건 거짓말                                                                           |
| 2012년 7월 20일  | 《SUNGLASS》 보관됨 2016-03-03 - 웨이백 머신 | Track 1. Sunglass (with 바닐라 어쿠스틱) Track 2. Sunglass (Inst.)                                  |
| 2012년 3월 21일  | 《해바라기》                                 | Track 1. 해바라기                                                                                   |
| 2012년 1월 18일  | 《더 좋아》                                  | Track 1. 더 좋아 (with 타루)                                                                        |
| 2011년 9월 30일  | 《가을이 오네요》                            | Track 1. 가을이 오네요 Track 2. 금붕어 Track 3. 가을이 오네요 (Inst.) Track 4. 금붕어 (Inst.)       |
| 2011년 7월 28일  | 《Friday》                                   | Track 1. Friday (Remix Ver.)                                                                        |
| 2011년 4월 7일   | 《Chocolate Drive(Digital Single)》          | Track 1. Chocolate Drive                                                                            |
| 2016년 8월 25일  | 《Rain&U》                                   | Track 1. Rain&U (Feat. G2)                                                                          |

### OST
| 발매일           | 앨범정보                                                               | 수록곡                                             |
| ---------------- | ---------------------------------------------------------------------- | -------------------------------------------------- |
| 2010년 11월 19일 | 《널 지우는 일(Digital Single)》 - SBS 드라마 자이언트 O.S.T           | Track 1. 널 지우는 일                              |
| 2010년 12월 24일 | 《야차 Meets 슈퍼스타K2》 - OCN 드라마 야차 O.S.T                      | Track 1. 같이 살자 (With 박보람)                   |
| 2012년 2월 29일  | 《드림하이 2》 - KBS 드라마 드림하이 2 O.S.T                           | Track 6. B급 인생 (With 정진운, 진영, 강소라)      |
| 2012년 8월 22일  | 《DREAM HIGH 2》 - DREAM HIGH2 O.S.T Japanese Premium Edition          | Track 14. B級人生 (With 정진운, 진영, 강소라)      |
| 2013년 2월 23일  | 《돈의 화신》 - SBS 드라마 돈의 화신 O.S.T                             | Track 1. Chance Track 2. Chance (inst)             |
| 2016년 3월 7일   | 《초코뱅크 (네이버 웹드라마)》 - 네이버 웹드라마 초코뱅크 O.S.T        | Track 1. I`ll Cry                                  |
| 2017년 9월 14일  | 《맨홀 - 이상한 나라의 필》 - KBS 드라마 맨홀 - 이상한 나라의 필 O.S.T | Track 1. STAY WITH ME Track 2. STAY WITH ME (inst) |

### 참여앨범
| 발매일           | 앨범정보                                                      | 수록곡 |
| ---------------- | ------------------------------------------------------------- | --- |
| 2009년 11월 30일 | 《Out The Door》CD 1 - 대불대학교 실용음악학부 졸업앨범       | Track 5. 벙어리 (Feat. 박지해, 김지수) (허지윤) |
| 2010년 10월 4일  | 《슈퍼스타K 2 Top6 (My Story)》 - 디지털 싱글                 | Track 3. 어린 아저씨 (김지수) |
| 2010년 10월 6일  | 《슈퍼스타K 2 Top11 Part.2》 - 디지털 싱글                    | Track 1. 사랑이 지나가면 (김지수) |
| 2010년 11월 8일  | 《슈퍼스타K 2 Up To 11》 - 컴필레이션 앨범                    | Track 1. The Dreamers (슈퍼스타K 2 Top11) Track 4. 어린 아저씨 (김지수) Track 8. 신데렐라 (Super Week Ver.) (김지수&장재인) Track 9. 신데렐라 (김&장 Studio Ver.) (김지수&장재인) Track 16. 사랑이 지나가면 (김지수) |
| 2011년 4월 29일  | 《그대는 철이 없네 (Feat. 김지수) (Digital Single)》 - 장재인 | Track 1. 그대는 철이 없네 (Feat. 김지수) |
| 2011년 5월 26일  | 《데이 브레이커 (EP)》 - 장재인                               | Track 4. 그대는 철이 없네 (Feat. 김지수) |
| 2011년 6월 10일  | 《Acoustic Memory (Digital Single)》 - 차스                   | Track 1. 어쿠스틱 메모리 (With 김지수) |
| 2011년 7월 20일  | 《'명불허전' 김광석 다시듣기》 - 김광석 추모앨범              | Track 3. 흐린 가을 하늘에 편지를 써 |
| 2012년 4월 13일  | 《Full Time》 - MC 스나이퍼                                   | Track 20. 할 수 있어 (With 김지수)(Song Ver.) |
| 2012년 8월 13일  | 《SHOW ME THE MONEY》 - MC 스나이퍼                           | Track 2. 붉은 노을 (Feat.Egobomb, 김지수) |

### 기타 음악 활동
- 2010년 통일부 홍보 음악 포크버전 참가

## 콘서트

### 단독콘서트
- 2011년 8월 15일 김지수 '1st mini Album 'KIM JI SOO' 발매 기념 콘서트
- 2012년 6월 23일 김지수 2nd mini Album 'Vintage Man' 발매 기념 콘서트
- 2012년 8월 12일 김지수, 라이브 클럽파티 '지수므라즈'
- 2013년 9월 7일 김지수 1st Album ' A Beautiful love' 발매 기념 콘서트
- 2015년 3월 8일 김지수 2nd Album Part1 '청춘거지' 발매 기념 콘서트

### 합동콘서트
- 2010년 슈퍼스타 K2 Top 11 콘서트 'The Dreamers' - 잠실 (11월 26일) 인천 (12월 10일) 부산 (12월 12일)[1]
- 2011년 7월 16일 SAVe tHE AiR GREEN CONCERT #9 with KIMJISOO, 10CM[2]
- 2011년 12월 10일 SAVe tHE AiR GREEN CONCERT #13 with KIMJISOO, YOZOH, HANHEEJUNG, CASKER, SUPERKIDD
- 2012년 1월 8일 ROLLING 17TH ANNIVERSARY CONCERT - 김지수, ONE MORE CHANCE, 망각화
- 2012년 9월 16일 SAVe tHE AiR GREEN CONCERT #22 with KIMJISOO, MONNI [깨진 링크(과거 내용 찾기)]
- 2012년 12월 8일 SHOFAR SHOW Vol.1
- 2013년 1월 27일 ROLLING 18TH ANNIVERSARY CONCERT - 김지수, 가을방학, 스웨덴 세탁소, 원펀치
- 2013년 11월 22일 BUT THE SONG VOL.10 김지수, 흔적, 갈릭스  보관됨 2013-12-02 - 웨이백 머신
- 2013년 12월 22일 SHOFAR SHOW Vol.2
- 2014년 1월 10일 ROLLING 19TH ANNIVERSARY CONCERT
- 2014년 11월 2일 Lonely Night concert 김지수, 스웨덴세탁소

### 게스트
- 2011년 3월 13일 짙은 & 부활 콜라보 콘서트 - 게스트 출연[3]
- 2011년 4월 30일 Beautiful Mint Life 2011 장재인 무대 - 게스트 출연
- 2011년 5월 15일 박주원 기타 콘서트 'ELEC FIESTA' - 게스트 출연
- 2011년 5월 24일 장재인 쇼케이스 'A Special Preview' - 게스트 출연
- 2011년 6월 22일 대불대학교 실용음악학부 전국순회콘서트 - 게스트 출연
- 2011년 8월 21일 부천국제만화축제 - 게스트출연 [깨진 링크(과거 내용 찾기)]
- 2011년 8월 26일 김소정 & 타란툴라 소란스러운 콘서트 - 게스트 출연
- 2011년 10월 26일 ~ 12월 7일 열정樂서 토크 콘서트 - 게스트 출연

### 각종 음악 축제
- 2010년 12월 31일 카운트다운 서울 2011 타임스퀘어
- 2011년 4월 2일 2011 싸이월드 페스티벌
- 2011년 7월 3일 레인보우 페스티벌 2011
- 2011년 7월 31일 2011 지산 밸리 록 페스티벌 오픈스테이지
- 2011년 8월 20일 2011 펜타포트 프린지 페스티벌
- 2011년 9월 25일 2011 렛츠락 페스티벌
- 2012년 4월 21일 2012 Seoul Live Music Festa Vol.3
- 2012년 5월 26일 2012 GREENPLUGGED 2012 SEOUL
- 2012년 7월 28일 2012 Seoul Live Music Festa Vol.6
- 2012년 8월 25일 2012 Seoul Live Music Festa Vol.7
- 2012년 9월 2일 2012 대한민국 라이브 뮤직 페스티벌
- 2013년 2월 14일 홍대 프로미나드 vol.2 핫쵸코 발렌타인데이
- 2013년 8월 2일 지산 월드락 페스티벌 러브스테이지
- 2013년 8월 4일 말랑말랑 뮤직 페스티벌
- 2013년 8월 31일 Seoul Live Music Festa Vol.19
- 2013년 10월 26일 Seoul Live Music Festa Vol.20
- 2014년 5월 31일 2014 GREENPLUGGED SEOUL
- 2014년 8월 16일 Soundberry Festa

### 기타행사
- 2010년 11월 24일 팬미팅 (무연탄)
- 2011년 1월 30일 팬미팅 (1ST DRIVE)
- 2011년 5월 27일 홍대 게릴라 콘서트
- 2011년 6월 3일 1st Mini Album 쇼케이스
- 2013년 7월 13일 1st Album ' A Beautiful love' 쇼케이스

## 음악 외 활동
- 2010년 11월 21일 《슈퍼스타K2》 TOP11 팬사인회
- 2011년 4월 제8회 사랑의 거북이 전국 마라톤대회 홍보대사
- 2011년 8월 2011 부천 국제 만화 축제 홍보대사
- 2011년 Mnet 《와이드연예뉴스》 '와이드 강력 추천' MC
- 2011년 CJ 헬로비전 TV 'tving' 1차, 2차 CF 출연
- 2012년 전북방문의 해 립덥 출연
- 2012년 KBS 드라마 《드림하이2》 박홍주 역
- 2012년 6월 1일 ~ 6월 10일 제5회 KT&G 상상마당 시네마 음악영화제 홍보대사 [깨진 링크( 과거 내용 찾기])]
- 2013년 UNCLE'S GUITAR 광고 출연

## 방송 출연

### TV

#### 기존 출연 활동
- 2010년 7월 tvN 《슈퍼스타K 2》 휴먼다큐 별을 노래하다 5, 6회[4]
- 2010년 7월 23일 ~ 10월 22일 Mnet 《슈퍼스타K 2》
- 2010년 10월 28일 Mnet 《비틀즈 코드》[5]
- 2010년 11월 26일 ~ 12월 31일 Mnet 《슈퍼스타K 2》 : 끝나지 않은 이야기
- 2010년 12월 2일 Mnet 《엠슈퍼콘서트》 '널 지우는 일'
- 2010년 12월 8일 Mnet 《스쿨오브락》
- 2010년 12월 24일 MBC every1 《옹달샘과 꿈꾸는 라디오》
- 2010년 12월 30일 Mnet 《비틀즈 코드》
- 2010년 10월 29일 Mnet 《슈퍼스타 K2》 기적이되다
- 2010년 12월 30일 Mnet 《엠카운트다운》 '같이살자'
- 2011년 1월 2일 Mnet 《엠슈퍼콘서트》 '널 지우는 일'
- 2011년 1월 5일 Mnet 《트렌드리포트 필》
- 2011년 1월 7일 Mnet 《슈퍼스타 K2》 Top 11 콘서트
- 2011년 1월 12일 Mnet 《M Rookies》 '같이살자'
- 2011년 2월 26일 Mnet 《엠사운드플렉스》
- 2011년 3월 11일 Mnet 《엠넷와이드》
- 2011년 3월 11일 KBS2 《VJ 특공대》
- 2011년 3월 12일 Mnet 《엠사운드플렉스》
- 2011년 3월 25일 tvN 《화성인 엑스파일》
- 2011년 3월 31일, 4월 7일 MBC 《7일간의 기적》
- 2011년 4월 22일 ~ 8월 5일 Mnet 《슈퍼투어》
- 2011년 4월 30일 Mnet 《엠사운드플렉스》
- 2011년 5월 19일 Mnet 《엠카운트다운》 '너무 그리워'
- 2011년 5월 26일 Mnet 《엠카운트다운》 '너무 그리워'
- 2011년 7월 20일 Mnet 《사운드플렉스》
- 2011년 7월 23일 KBS1 《사랑의 리퀘스트》
- 2011년 8월 2일 KBS2 《1:100》
- 2011년 8월 3일 이데일리TV 《특종 몬스터즈》
- 2011년 8월 4일 Mnet 《엠카운트다운》 'Friday'
- 2011년 8월 9일 Mnet 《윤도현의 MUST》
- 2011년 8월 12일 KBS2 《뮤직뱅크》 'Friday'
- 2011년 8월 12일 Mnet 《슈퍼스타K 3》 카운트다운
- 2011년 8월 16일 Mnet 《엠슈퍼콘서트》 'Friday'
- 2011년 9월 2일 T-Broad 《정지찬의 위드유》
- 2011년 9월 7일 Mnet 《엠사운드플렉스》
- 2011년 9월 14일 E채널 《최강커플》
- 2011년 9월 14일 MBC every1 《복불복쇼》
- 2011년 9월 17일 Mnet 《엠슈퍼콘서트》 'Friday'
- 2011년 11월 6일 Mnet 《엠슈퍼콘서트》 '가을이 오네요'
- 2011년 6월 23일 ~ 12월 28일 Mnet 《와이드연예뉴스》 '와이드 강력 추천' 고정 출연
- 2012년 1월 30일 ~ 3월 20일 KBS 《드림하이 2》 박홍주 역 출연
- 2012년 3월 16일 KBS2 《스펀지》
- 2012년 5월 15일 Mnet 특집《음악의 발견》 레게 신드롬
- 2012년 5월 22일 KBS2 《1:100》
- 2012년 6월 3일 Y-star 《라이브 파워 뮤직》
- 2012년 6월 14일 Mnet 《엠카운트다운》 'Vintage Man'
- 2012년 6월 22일 SBS 《MTV THE SHOW》(All New K-POP)
- 2012년 6월 27일 KBS Joy 《이소라의 두 번째 프로포즈》
- 2012년 7월 7일 ubc 울산방송 《열린예술무대 뒤란》
- 2012년 7월 10일 아리랑 TV 《Simply K-POP》
- 2012년 7월 27일 Mnet 《SHOW ME THE MONEY》
- 2012년 8월 8일 KBS 강원 《이한철의 올댓뮤직》
- 2012년 9월 7일 KBS2 《유희열의 스케치북》
- 2012년 9월 24일 KBS1 네트워크 문화특서 《이한철의 올댓뮤직》
- 2012년 11월 9일 Mnet 《슈퍼스타K4》 'TOP4 게릴라콘서트'
- 2012년 12월 14일 Mnet 《SUPER VOICE SHOW》
- 2013년 3월 27일 Mnet 《뮤직 트라이앵글》
- 2013년 7월 17일 Mnet 《방송의 적》
- 2013년 7월 19일 Mnet 드라마 《몬스타》
- 2013년 8월 5일 Mnet 《비틀즈코드 2》
- 2013년 8월 12일 KBS1 네트워크 문화특서 《이한철의 올댓뮤직》
- 2013년 10월 25일 tvN 《퍼펙트 싱어VS》
- 2013년 8월 25일~ 2014년 1월 24일 티브로드 공감콘서트 《더브릿지》 고정 출연
- 2018년 2월 4일 ~ 2월 11일 MBC 《미스터리 음악쇼 복면가왕》 - 참가자 (V라인 조각 미남 피자맨)

### 라디오

#### 기존 출연 활동
- 2010년 10월 27일 《정선희의 러브FM》[6]
- 2010년 11월 10일 KBS 라디오 《이수영의 뮤직쇼》
- 2010년 11월 16일 MBC 표준FM 《박경림의 별이 빛나는 밤에》[7]
- 2010년 12월 8일 KBS 라디오 《슈퍼주니어의 KISS THE RADIO》
- 2010년 12월 23일 MBC 라디오 《옹달샘과 꿈꾸는 라디오》
- 2011년 1월 13일 MBC 라디오 《노홍철의 친한친구》
- 2011년 1월 27일 MBC 라디오 《보고싶은 밤 구은영 입니다》
- 2011년 2월 16일 KBS 2FM 《이수영의 뮤직쇼》
- 2011년 3월 3일 BBS 불교방송 《뮤직펀치》
- 2011년 3월 3일 KBS 라디오 《슈퍼주니어의 KISS THE RADIO》
- 2011년 3월 4일 MBC 《신동 박규리의 심심타파》
- 2011년 3월 10일 MBC 《현영의 정오의 희망곡》
- 2011년 3월 22일 YTN 라디오 《연예톡톡》[8]
- 2011년 3월 29일 KBS 라디오 《슈퍼주니어의 KISS THE RADIO》
- 2011년 1월 23일 ~ 5월 7일 MBC 라디오 《박경림의 별이 빛나는 밤에》 정기 출연
- 2011년 3월 19일 ~ 5월 7일 EBS 라디오 《고영욱의 아름다운밤 우리들의 라디오》 고정 출연
- 2011년 5월 18일 KBS 라디오 《데니의 뮤직쇼》
- 2011년 5월 31일 MBC 라디오 《윤도현의 두시의 데이트》
- 2011년 5월 31일 MBC 라디오 《노홍철의 친한친구》
- 2011년 6월 1일 MBC 라디오 《정오의 희망곡 현영입니다》
- 2011년 6월 3일 MBC 라디오 《푸른밤 정엽입니다》
- 2011년 6월 8일 SBS 라디오 《아름다운 이 아침 김창완입니다》
- 2011년 6월 11일 KBS 라디오 《이현우의 음악앨범》
- 2011년 6월 12일 MBC 라디오 《신동, 박규리의 심심타파》
- 2011년 6월 20일 경인방송 《이상미의 러브셰이크》
- 2011년 6월 28일 ~ 8월 25일 SBS 라디오 《광희&예원의 영스트리트》 고정 출연
- 2011년 6월 29일 KBS 라디오 《옥주현의 가요광장》
- 2011년 7월 12일 KBS 라디오 《유영석의 밤을 잊은 그대에게》
- 2011년 7월 26일 KBS 라디오 《슈퍼주니어의 KISS THE RADIO》
- 2011년 8월 6일 KBS 라디오 《슈퍼주니어의 KISS THE RADIO》
- 2011년 8월 8일 KBS 라디오 《최강희의 볼륨을 높여요》
- 2011년 10월 6일 EBS 라디오 《신재평의 라디오드림》
- 2011년 11월 17일 SBS 라디오 《정선희의 오늘같은 밤》
- 2011년 6월 7일 ~ 10월 21일 MBC 라디오 《노홍철의 친한친구》 고정 출연
- 2011년 8월 24일 ~ 12월 28일 KBS 라디오 《슈퍼주니어의 KISS THE RADIO》 고정 출연
- 2011년 10월 14일 ~ 2012년 2월 25일 SBS 라디오 《이석훈의 텐텐클럽》 고정 출연
- 2012년 6월 6일 경기방송 라디오 《정환의 한밤나라》
- 2012년 6월 9일 MBC 라디오 《좋은 주말 윤정수, 이유진입니다》
- 2012년 6월 12일 SBS 라디오 《아름다운 이 아침 김창완》
- 2012년 6월 12일 SBS 라디오 《김창렬의 올드스쿨》
- 2012년 6월 23일 MBC 라디오 《두시의 데이트 주영훈입니다》
- 2012년 6월 26일 SBS 라디오 《최화정의 파워타임》
- 2012년 7월 24일 MBC 라디오 《윤하의 별이 빛나는 밤에》
- 2012년 10월 30일 ~ 11월 13일 KBS 라디오 《유영석의 밤을 잊은 그대에게》 출연
- 2012년 12월 3일 MBC 표준FM 《윤하의 별이 빛나는 밤에》
- 2012년 12월 24일 MBC 표준FM 《윤하의 별이 빛나는 밤에》
- 2013년 3월 22일 SBS 파워FM 《장기하의 대단한 라디오》
- 2013년4월 1일 MBC 신동의 《심심타파》
- 2013년 4월 13일 KBS 라디오 《김범수의 가요광장》
- 2013년 5월 12일 ~ 5월 26일 KBS 라디오 《홍진경의 두시》
- 2012년 5월 30일 ~ 2014년 4월 2일 KBS 라디오 《슈퍼주니어의 KISS THE RADIO》
- 2014년 5월 28일 ~ 2014년 5월 30일 EBS 라디오 《경청》 일일 DJ
- 2013년 6월 15일 ~ 2014년 9월 22일 SBS 라디오 《최화정의 파워 타임》